# Горења Требуша
Горења Требуша (словен. Gorenja Trebuša, итал. Tribussa) је насељено место у општини Толмин, Горишка регија, Словенија.

## Историја
До територијалне реорганизације у Словенији била је у саставу старе општине Толмин.

## Становништво
У попису становништва из 2011. године, Горења Требуша је имала 103 становника.
| Број становника према пописима | Број становника према пописима | Број становника према пописима |
| ------------------------------ | ------------------------------ | ------------------------------ |
| 1991                           | 2002                           | 2011                           |
| 148                            | 96                             | 103                            |

## Галерија
- пејзаж
- река Требушчица
- поглед на врх Полдановец (1.299 m)
- сеоско домаћинство